# Polystichum hakonense
Polystichum hakonense är en träjonväxtart som beskrevs av Kurata. Polystichum hakonense ingår i släktet Polystichum och familjen Dryopteridaceae. Inga underarter finns listade.